# La Bachellerie
La Bachellerie est une commune française située dans le département de la Dordogne, en région Nouvelle-Aquitaine.

## Géographie

### Localisation
Dans l'est du département de la Dordogne, la commune de La Bachellerie est située en Périgord noir.
Le bourg de La Bachellerie est situé, en distances orthodromiques, neuf kilomètres au nord de Montignac-Lascaux, et douze kilomètres à l'ouest de Terrasson-Lavilledieu.
Le nord de la commune est traversé par l'autoroute A89 sur près d'un kilomètre et demi, l'échangeur no 17 (Thenon-Est) et son péage étant situés sur le territoire communal. La route départementale (RD) 6089 et la RD 704 sont les autres voies de communication principales de la commune, également desservie par la RD 65.
La gare de La Bachellerie était une gare ferroviaire française de la ligne ferroviaire Périgueux-Brive, la commune était desservie jusqu'en 2020 en gare de La Bachellerie. Désormais, les gares ouvertes les plus proches du bourg sont celles de Condat - Le Lardin et de Thenon situées respectivement 7,5 km à l'est-sud-est et 10 km à l'ouest-nord-ouest.

### Communes limitrophes
La Bachellerie est limitrophe de sept autres communes.
| Azerat             | Saint-Rabier   | Peyrignac              |
|                    | La Bachellerie | Le Lardin-Saint-Lazare |
| Auriac-du-Périgord | Aubas          | Les Farges             |

### Géologie et relief

#### Géologie
Situé sur la plaque nord du Bassin aquitain et bordé à son extrémité nord-est par une frange du Massif central, le département de la Dordogne présente une grande diversité géologique. Les terrains sont disposés en profondeur en strates régulières, témoins d'une sédimentation sur cette ancienne plate-forme marine. Le département peut ainsi être découpé sur le plan géologique en quatre gradins différenciés selon leur âge géologique. La Bachellerie est située dans le deuxième gradin à partir du nord-est, un plateau formé de roches calcaires très dures du Jurassique que la mer a déposées par sédimentation chimique carbonatée, en bancs épais et massifs.
Les couches affleurantes sur le territoire communal sont constituées de formations superficielles du Quaternaire, de roches sédimentaires  datant pour certaines du Cénozoïque, et pour d'autres du Mésozoïque et du Paléozoïque. La formation la plus ancienne, notée tfρ3, est constituée de grès de Thiviers et d'ardoises d'Allassac, des métatufs rhyodacitiques à chlorite et métagrauwackes, séricitoschistes intercalés (Cambrien moyen à supérieur). La formation la plus récente, notée CFvs, fait partie des formations superficielles de type colluvions carbonatées de vallons secs : sable limoneux à débris calcaires et argile sableuse à débris. Le descriptif de ces couches est détaillé dans  la feuille « no 784 - Terrasson » de la carte géologique au 1/50 000 de la France métropolitaine, et sa notice associée.

Carte géologique de La Bachellerie.

#### Relief et paysages
Le département de la Dordogne se présente comme un vaste plateau incliné du nord-est (491 m, à la forêt de Vieillecour dans le Nontronnais, à Saint-Pierre-de-Frugie) au sud-ouest (2 m à Lamothe-Montravel). L'altitude du territoire communal varie quant à elle entre 94 m à l'extrême est de la commune, là ou le Cern quitte la commune et entre sur celle du Lardin-Saint-Lazare, et 281 m, à l'est du lieu-dit le Combalou.
Dans le cadre de la Convention européenne du paysage entrée en vigueur en France le 1er juillet 2006, renforcée par la loi du 8 août 2016 pour la reconquête de la biodiversité, de la nature et des paysages, un atlas des paysages de la Dordogne a été élaboré sous maîtrise d’ouvrage de l’État et publié en octobre 2020. Les paysages du département s'organisent en huit unités paysagères et 14 sous-unités. La commune fait partie du Périgord central, un paysage vallonné, aux horizons limités par de nombreux bois, plus ou moins denses, parsemés de prairies et de petits champs.
La superficie cadastrale de la commune publiée par l'Insee, qui sert de référence dans toutes les statistiques, est de 17,34 km2,,. La superficie géographique, issue de la BD Topo, composante du Référentiel à grande échelle produit par l'IGN, est quant à elle de 17,73 km2.

### Hydrographie

#### Réseau hydrographique
La commune est située dans le bassin de la Dordogne au sein du Bassin Adour-Garonne. Elle est drainée par le Cern, le Taravellou, la Nuelle, le Pouchard et par divers petits cours d'eau, qui constituent un réseau hydrographique de 16 km de longueur totale,.
Le Cern (également appelé Douime dans sa partie amont), d'une longueur totale de 13,64 km, prend sa source dans la commune d'Azerat et se jette dans la Vézère en rive droite au Lardin-Saint-Lazare, face à la commune de Condat-sur-Vézère,. Il arrose le nord de la commune d'ouest en est sur plus de cinq kilomètres et demi.
Le Taravellou, d'une longueur totale de 10,51 km, prend sa source dans la commune de Badefols-d'Ans et se jette dans le Cern — dont il est le principal affluent — en rive gauche, dans le nord du territoire communal,. Il baigne le territoire communal sur plus d'un kilomètre et demi dont 700 mètres en limite de Saint-Rabier.
Deux autres affluents de rive gauche du Cern baignent la commune : le Pouchard sur près de 800 mètres dans le nord et la Nuelle sur une cinquantaine de mètres dans l'est.

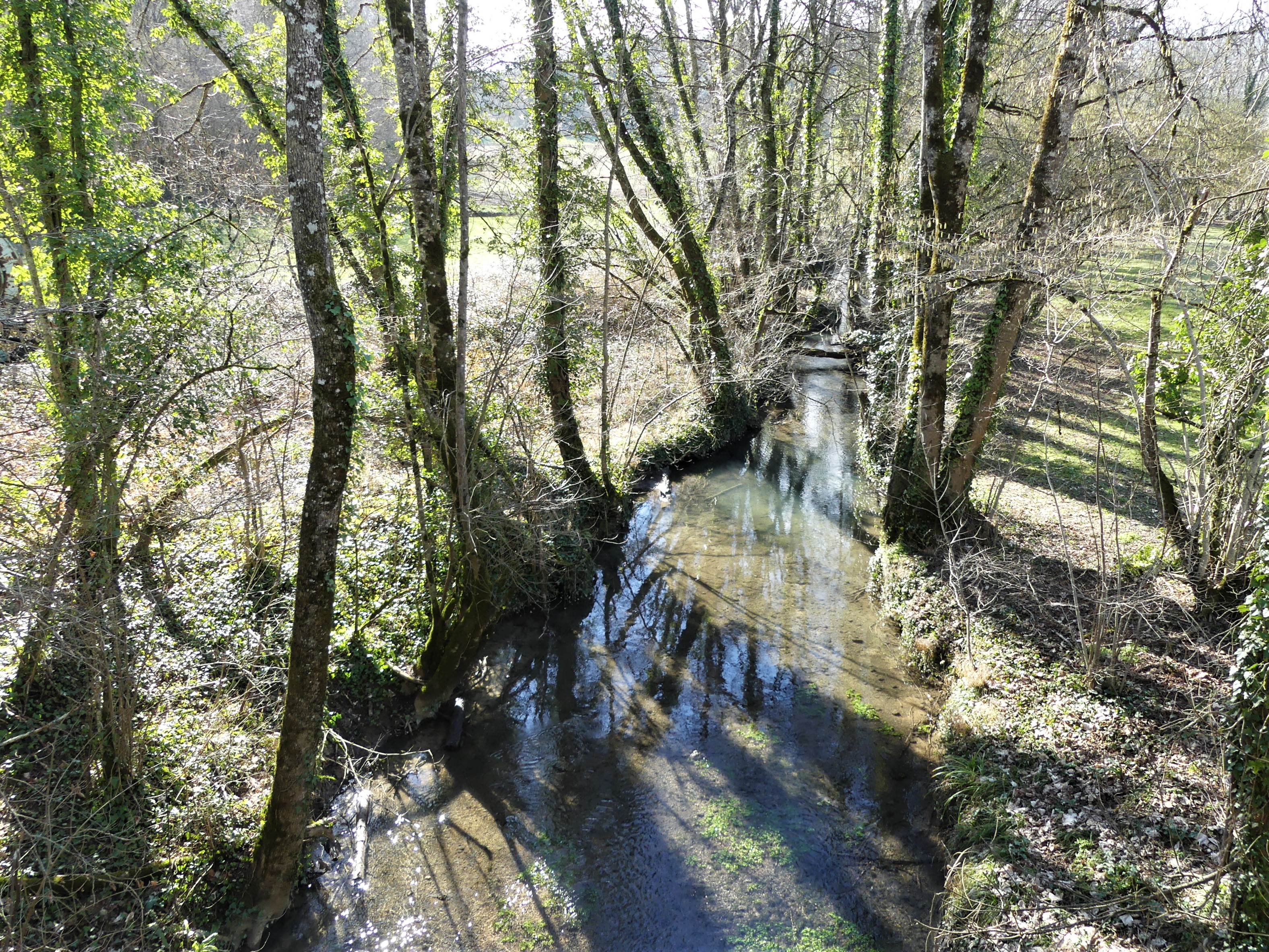
Le Cern au nord-est du château de Rastignac.
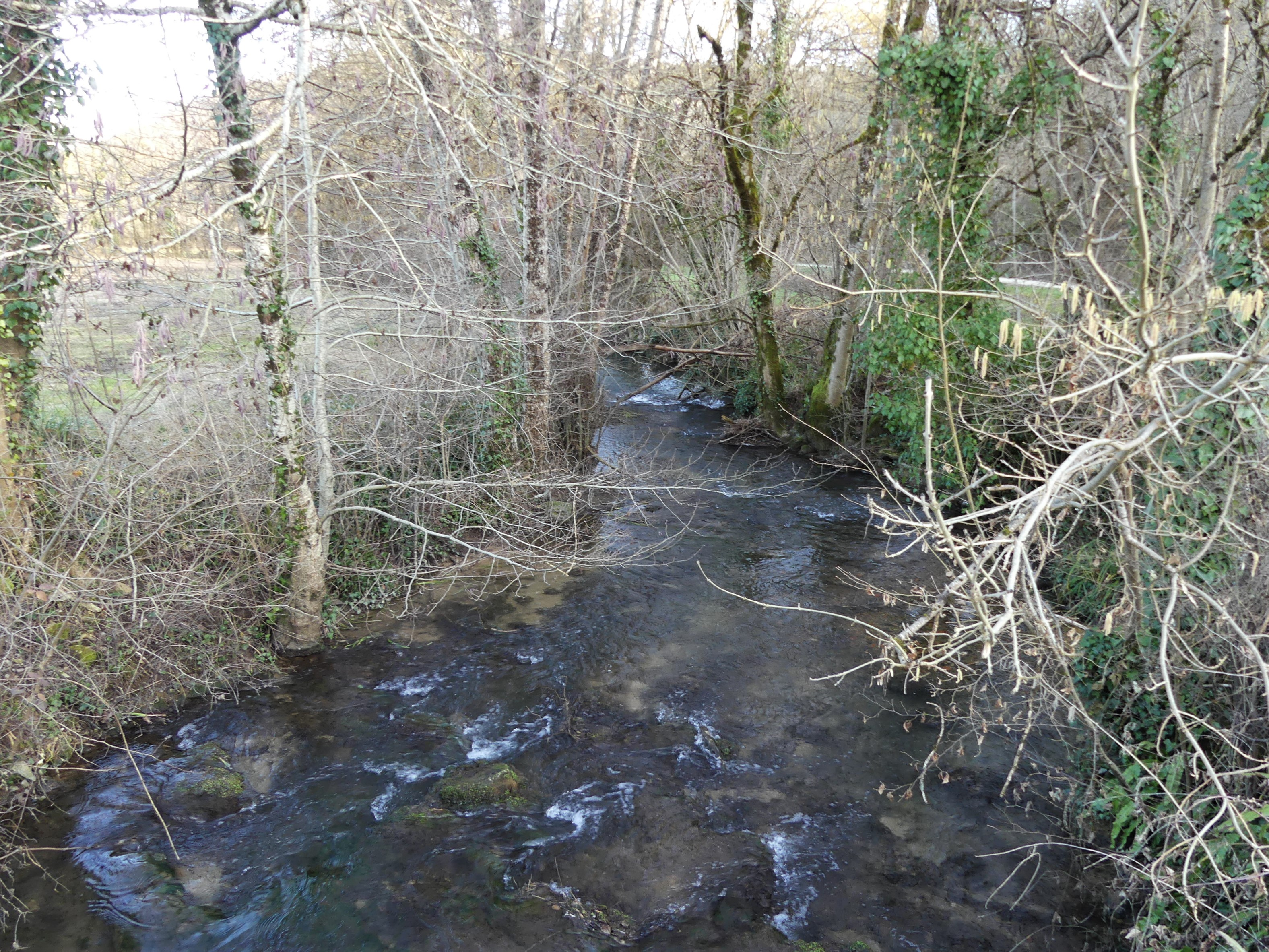
Le Cern au niveau de la rue du Pont des Joncs.
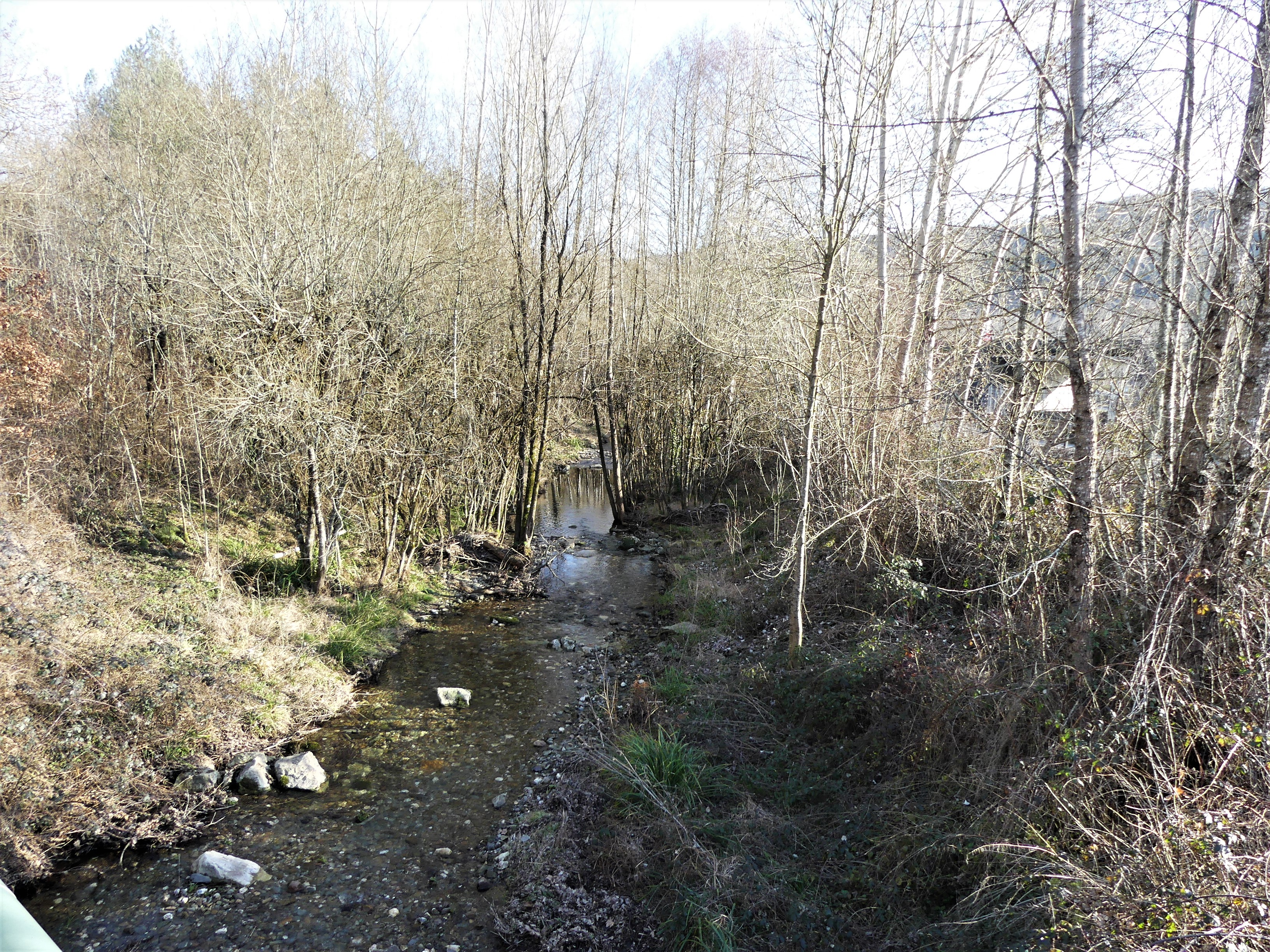
Le Taravellou au nord de l'autoroute A89.
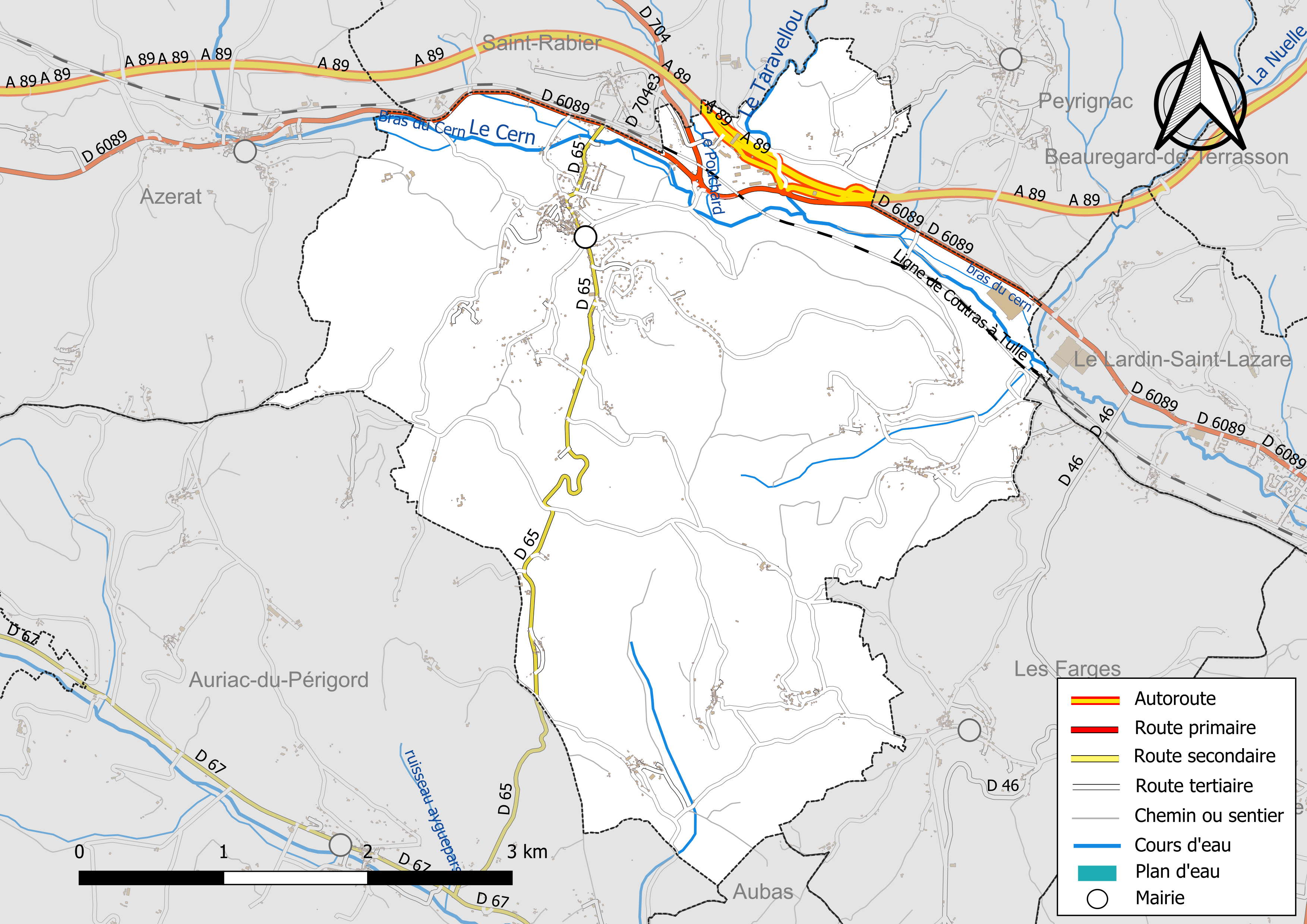
Réseaux hydrographique et routier de la Bachellerie.

#### Gestion et qualité des eaux
Le territoire communal est couvert par le schéma d'aménagement et de gestion des eaux (SAGE) « Vézère-Corrèze ». Ce document de planification, dont le territoire regroupe les bassins versants de la Vézère et de la Corrèze, d'une superficie de 3 730 km2 est en cours d'élaboration. La structure porteuse de l'élaboration et de la mise en œuvre est le conseil départemental de la Corrèze. Il définit sur son territoire les objectifs généraux d’utilisation, de mise en valeur et de protection quantitative et qualitative des ressources en eau superficielle et souterraine, en respect des objectifs de qualité définis dans le troisième SDAGE  du Bassin Adour-Garonne qui couvre la période 2022-2027, approuvé le 10 mars 2022.
La qualité des eaux de baignade et des cours d’eau peut être consultée sur un site dédié géré par les agences de l’eau et l’Agence française pour la biodiversité.

### Climat
Pour des articles plus généraux, voir Climat de la Nouvelle-Aquitaine et Climat de la Dordogne.
Historiquement, la commune est exposée à un climat océanique aquitain.  
En 2020, Météo-France publie une typologie des climats de la France métropolitaine dans laquelle la commune est exposée à un climat océanique altéré et est dans la région climatique  Ouest et nord-ouest du Massif Central, caractérisée par une pluviométrie annuelle de 900 à 1 500 mm, maximale en automne et en hiver.
Pour la période 1971-2000, la température annuelle moyenne est de 12,2 °C, avec  une amplitude thermique annuelle de 14,7 °C. Le cumul annuel moyen de précipitations est de 993 mm, avec 13,3 jours de précipitations en janvier et 7,6 jours en juillet. Pour la période 1991-2020, la température moyenne annuelle observée sur la station météorologique la plus proche, située sur la commune de Thenon à 7 km à vol d'oiseau, est de 12,9 °C et le cumul annuel moyen de précipitations est de 907,1 mm,. Pour l'avenir, les paramètres climatiques de la commune estimés pour 2050 selon différents scénarios d’émission de gaz à effet de serre sont consultables sur un site dédié publié par Météo-France en novembre 2022.

### Milieux naturels et biodiversité

#### Espaces protégés
La protection réglementaire est le mode d'intervention le plus fort pour préserver des espaces naturels remarquables et leur biodiversité associée,.
La commune fait partie du bassin de la Dordogne, un territoire d'une superficie de 24 000 km2 reconnu réserve de biosphère par l'UNESCO en juillet 2012 et se situe dans sa « zone de transition ».

#### Réseau Natura 2000
Le réseau Natura 2000 est un réseau écologique européen de sites naturels d'intérêt écologique élaboré à partir des directives habitats et oiseaux, constitué de zones spéciales de conservation (ZSC) et de zones de protection spéciale (ZPS).
Aucun site Natura 2000 n'a été défini sur la commune.

#### Zones naturelles d'intérêt écologique, faunistique et floristique
L'inventaire des zones naturelles d'intérêt écologique, faunistique et floristique (ZNIEFF) a pour objectif de réaliser une couverture des zones les plus intéressantes sur le plan écologique, essentiellement dans la perspective d'améliorer la connaissance du patrimoine naturel national et de fournir aux différents décideurs un outil d'aide à la prise en compte de l'environnement dans l'aménagement du territoire.
En 2023, aucune ZNIEFF n'est recensée sur la commune d'après l'INPN.

## Urbanisme

### Typologie
Au 1er janvier 2024, La Bachellerie est catégorisée commune rurale à habitat dispersé, selon la nouvelle grille communale de densité à 7 niveaux définie par l'Insee en 2022.
Elle est située hors unité urbaine et hors attraction des villes,.

### Occupation des sols
L'occupation des sols de la commune, telle qu'elle ressort de la base de données européenne d’occupation biophysique des sols Corine Land Cover (CLC), est marquée par l'importance des territoires agricoles (48,7 % en 2018), en diminution par rapport à 1990 (52,4 %). La répartition détaillée en 2018 est la suivante : 
forêts (45,9 %), prairies (26,2 %), zones agricoles hétérogènes (22,6 %), zones industrielles ou commerciales et réseaux de communication (2,8 %), zones urbanisées (2,6 %). L'évolution de l’occupation des sols de la commune et de ses infrastructures peut être observée sur les différentes représentations cartographiques du territoire : la carte de Cassini (XVIIIe siècle), la carte d'état-major (1820-1866) et les cartes ou photos aériennes de l'IGN pour la période actuelle (1950 à aujourd'hui).

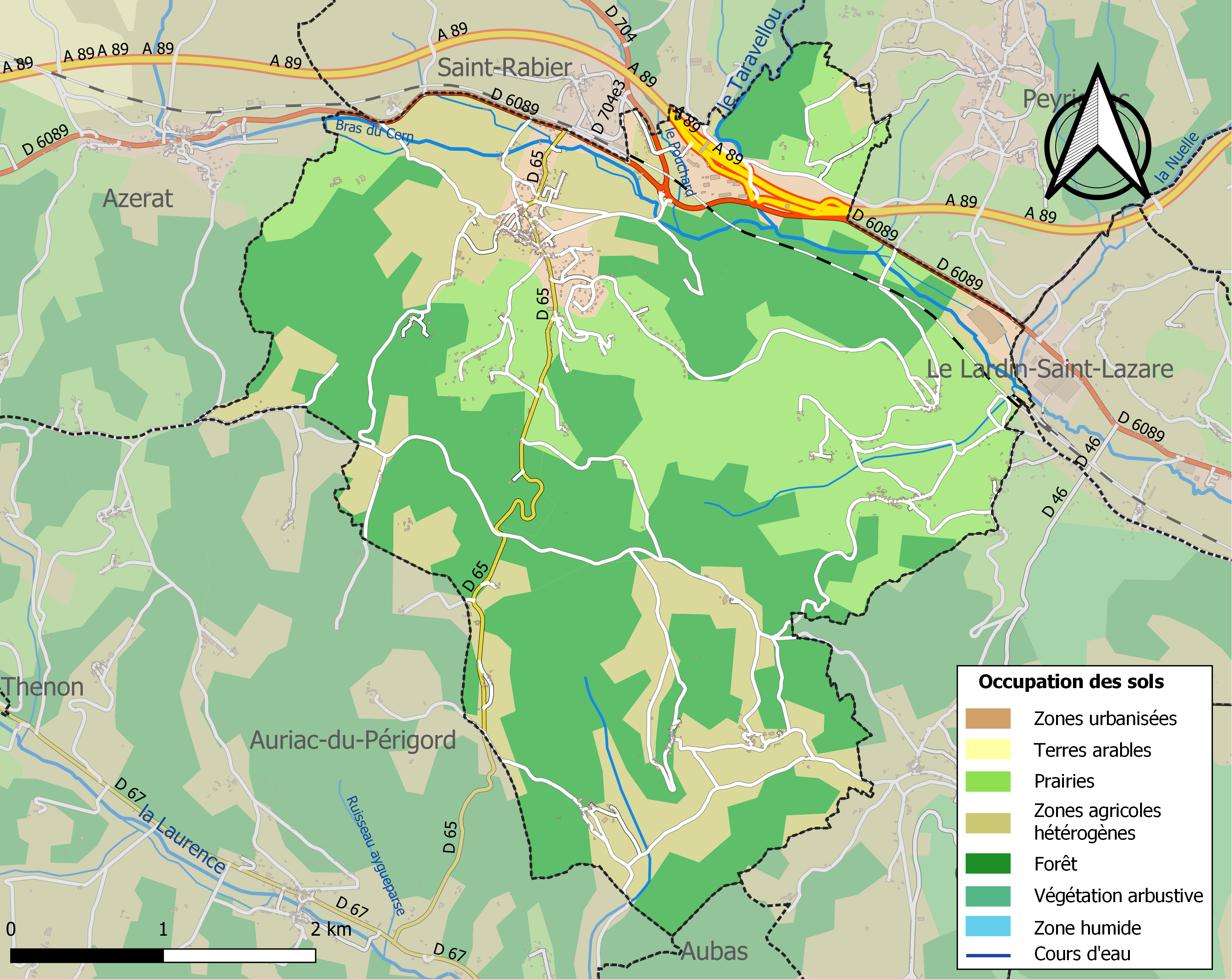
Carte des infrastructures et de l'occupation des sols de la commune en 2018 (CLC).

### Villages, hameaux et lieux-dits
Outre le bourg de La Bachellerie proprement dit, le territoire se compose d'autres villages ou hameaux, ainsi que de lieux-dits :
- Beauséjour
- Bellevue
- Bois Sauvage
- les Bouilleries
- la Brauge
- le Breuil
- les Carrières
- le Causse
- Chantemerle
- Charnaillas
- Chartreuse des Frauds
- le Chastel
- Château de Rastignac
- le Combalou
- Combelarue
- le Cros
- la Faurie
- la Fon Boullen
- Fon Ronde
- Fonbuguet
- la Fontaine Bachelière
- les Gauliats
- la Genèbre
- Lac
- la Lande
- Laularie
- Lesparre
- Madeleine
- la Marzelle
- Mirabel
- Monrival
- les Monteyx
- le Moulin du Jarry
- la Mule Blanche
- le Palin
- Pater Noster
- Peybeyly
- Pierre Pendue
- le Planard
- le Poirier
- le Ponbiais
- le Pouget
- les Puys Mèges
- les Reclauds
- les Ringuettes
- la Rochetaillade
- les Rocs
- la Rustelle
- Sinzelas
- la Tour
- Tuillière
- Valette.

### Prévention des risques
Le territoire de la commune de La Bachellerie est vulnérable à différents aléas naturels : météorologiques (tempête, orage, neige, grand froid, canicule ou sécheresse), inondations, feux de forêts, mouvements de terrains et séisme (sismicité très faible). Il est également exposé à un risque technologique,  le transport de matières dangereuses, et à un risque particulier : le risque de radon. Un site publié par le BRGM permet d'évaluer simplement et rapidement les risques d'un bien localisé soit par son adresse soit par le numéro de sa parcelle.

#### Risques naturels
Certaines parties du territoire communal sont susceptibles d’être affectées par le risque d’inondation par débordement de cours d'eau, notamment le Taravellou et le Cern. La commune a été reconnue en état de catastrophe naturelle au titre des dommages causés par les inondations et coulées de boue survenues en 1982, 1983, 1999 et 2008,.
Un plan de prévention du risque inondation (PPRI) a été approuvé en 2020 pour le Cern et la partie aval de ses affluents le Pouchard et le Taravellou, impactant notamment le lieu-dit la Mule Blanche, le long de la route départementale 6089 et, plus à l'est, une grande partie de la zone comprise entre cette route et la voie ferrée,.
La Bachellerie est exposée au risque de feu de forêt. L’arrêté préfectoral du 14 mars 2013 fixe les conditions de pratique des incinérations et de brûlage dans un objectif de réduire le risque de départs d’incendie. À ce titre, des périodes sont déterminées : interdiction totale du 15 février au 15 mai et du 15 juin au 15 octobre, utilisation réglementée du 16 mai au 14 juin et du 16 octobre au 14 février. En septembre 2020, un plan inter-départemental de protection des forêts contre les incendies (PidPFCI) a été adopté pour la période 2019-2029,.

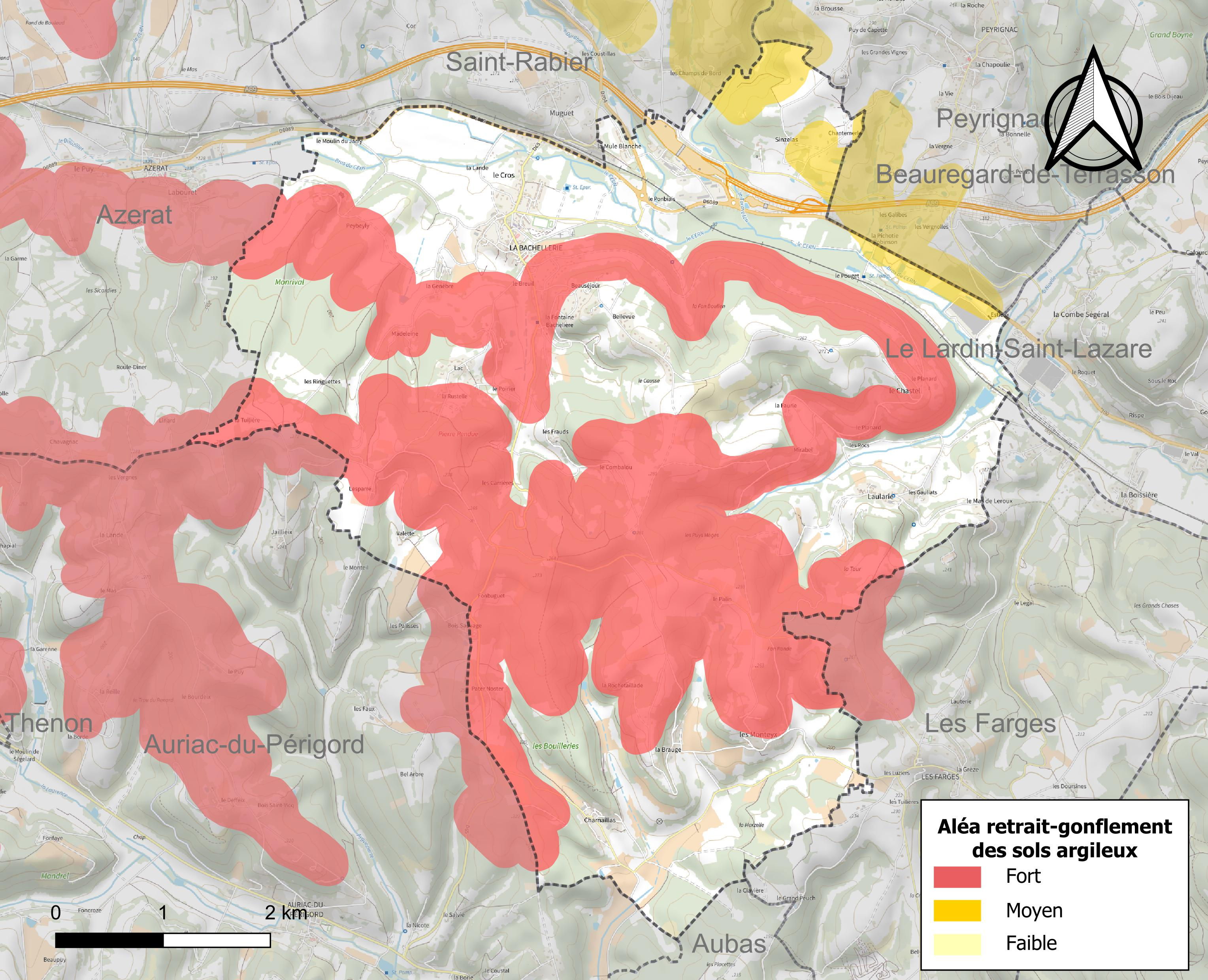
Carte des zones d'aléa retrait-gonflement des sols argileux de La Bachellerie.

Les mouvements de terrains susceptibles de se produire sur la commune sont des tassements différentiels. Le retrait-gonflement des sols argileux est susceptible d'engendrer des dommages importants aux bâtiments en cas d’alternance de périodes de sécheresse et de pluie. 47,7 % de la superficie communale est en aléa moyen ou fort (58,6 % au niveau départemental et 48,5 % au niveau national métropolitain). Depuis le 1er octobre 2020, en application de la loi ÉLAN, différentes contraintes s'imposent aux vendeurs, maîtres d'ouvrages ou constructeurs de biens situés dans une zone classée en aléa moyen ou fort,.
La commune a été reconnue en état de catastrophe naturelle au titre des dommages causés par la sécheresse en 1989 et 2011 et par des mouvements de terrain en 1999.

#### Risque particulier
Dans plusieurs parties du territoire national, le radon, accumulé dans certains logements ou autres locaux, peut constituer une source significative d’exposition de la population aux rayonnements ionisants. Selon la classification de 2018, la commune de La Bachellerie est classée en zone 3, à savoir zone à potentiel radon significatif.

## Toponymie
La première mention écrite connue du lieu remonte au XIIIe siècle, appelé alors Le Cern, du nom du ruisseau qui passe en contrebas. La Bachalaria n'apparait qu'en 1466, appelé ensuite La Bachellerie du Cern.
Le nom de la commune vient du nom d'un personnage, Bachelier, ou d'un « bachelier » (jeune homme noble), suivi du suffixe -ie,, correspondant au « domaine de Bachelier, ou du bachelier ». Le nom bachellerie désignait aussi au Moyen Âge un « ensemble de jeunes chevaliers ».
En occitan, la commune porte le nom de La Bachalariá,.

## Histoire

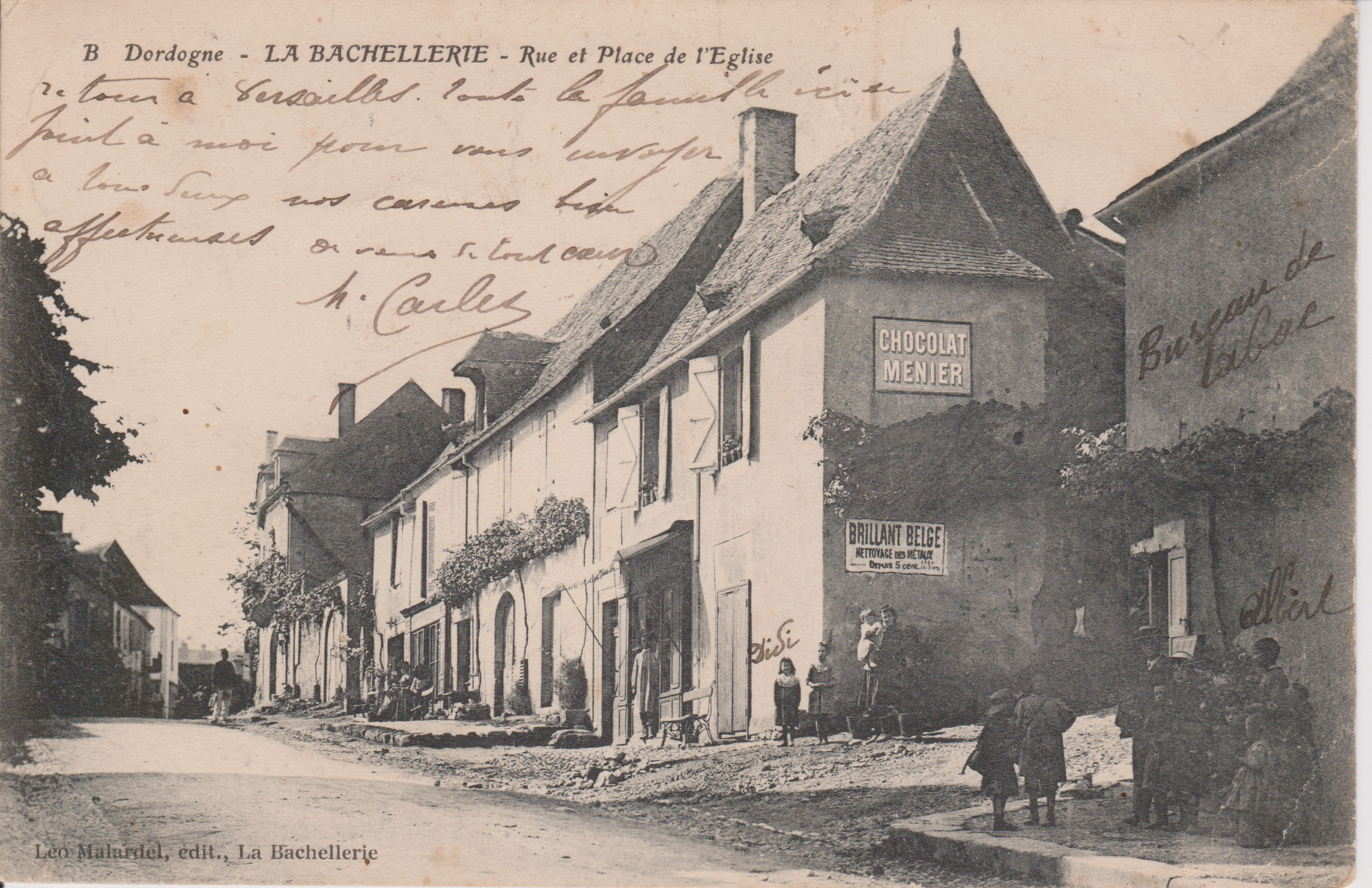
La rue principale du bourg en 1906.

Le territoire communal a été occupé au Paléolithique et au Néolithique.
La paroisse initiale s'est d'abord appelée Sern puis Cern et n'a pris le nom de La Bachellerie que vers 1730.
Probablement édifiée au XIe siècle, l'église initiale, dédiée à sainte Madeleine, était située au lieu-dit les Joncques. Implantée dans une zone inondable, cette église a finalement été détruite. Vers 1672, le marquis de Rastignac fait édifier une nouvelle église à La Bachellerie dans laquelle la cloche datant de 1546 de l'ancienne église est installée. En très mauvais état dans les années 1850, l'édifice est fermé et un petit bâtiment permet de continuer la célébration des offices religieux. Compte tenu de la taille trop restreinte de ce local, l’évêque de Périgueux suspend les offices à La Bachellerie en 1858. Après avoir vendu des biens communaux et les matériaux de l'ancienne église, le conseil municipal lève un impôt extraordinaire pour la construction d'une nouvelle église dont les travaux s'achèvent en 1868.

### Déraillement de La Bachellerie

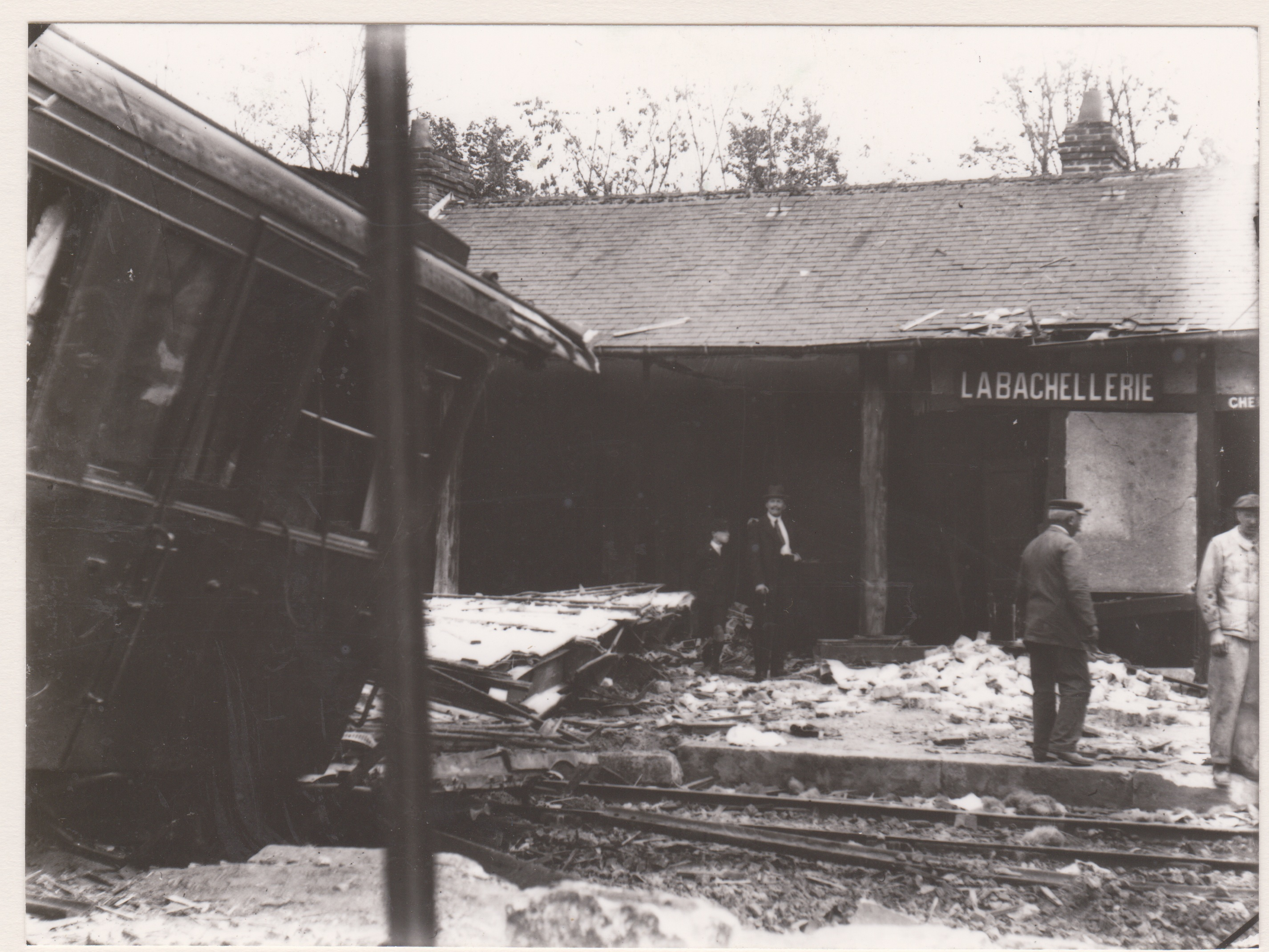
Déraillement de La Bachellerie.

Le 15 mai 1921, jour de Pentecôte, à la suite d'un premier accident sur la ligne des Aubrais - Orléans à Montauban-Ville-Bourbon à Vigeois en Corrèze, un train express qui devait emprunter la ligne interrompue a été dirigé sur Brive via Périgueux. Le train no 71 arrive à toute vitesse vers cinq heures du matin dans une courbe assez prononcée quand un attelage se rompt. La machine continue sa route et dépasse la station. Douze wagons sur dix-huit entrent les uns dans les autres, démolissant les bâtiments de la gare.
Des secours arrivent assez rapidement par la ligne de Nexon et de Saint-Yrieix. Parmi les décombres, on dénombre huit morts et une quarantaine de blessés. La cause du drame apparaît immédiatement. Il s'agit d'un écartement des rails au passage de la machine, la voie Brive - Périgueux n'ayant pas été construite en vue d'y faire circuler des express, il aurait fallu agir avec infiniment plus de prudence.
Sources d'informations :
- Le Journal édition de 5 h du matin du 16 mai 1921
- Le Petit Journal du 29 mai 1921
- Le Périgord magazine d'octobre 1968

### Seconde Guerre mondiale

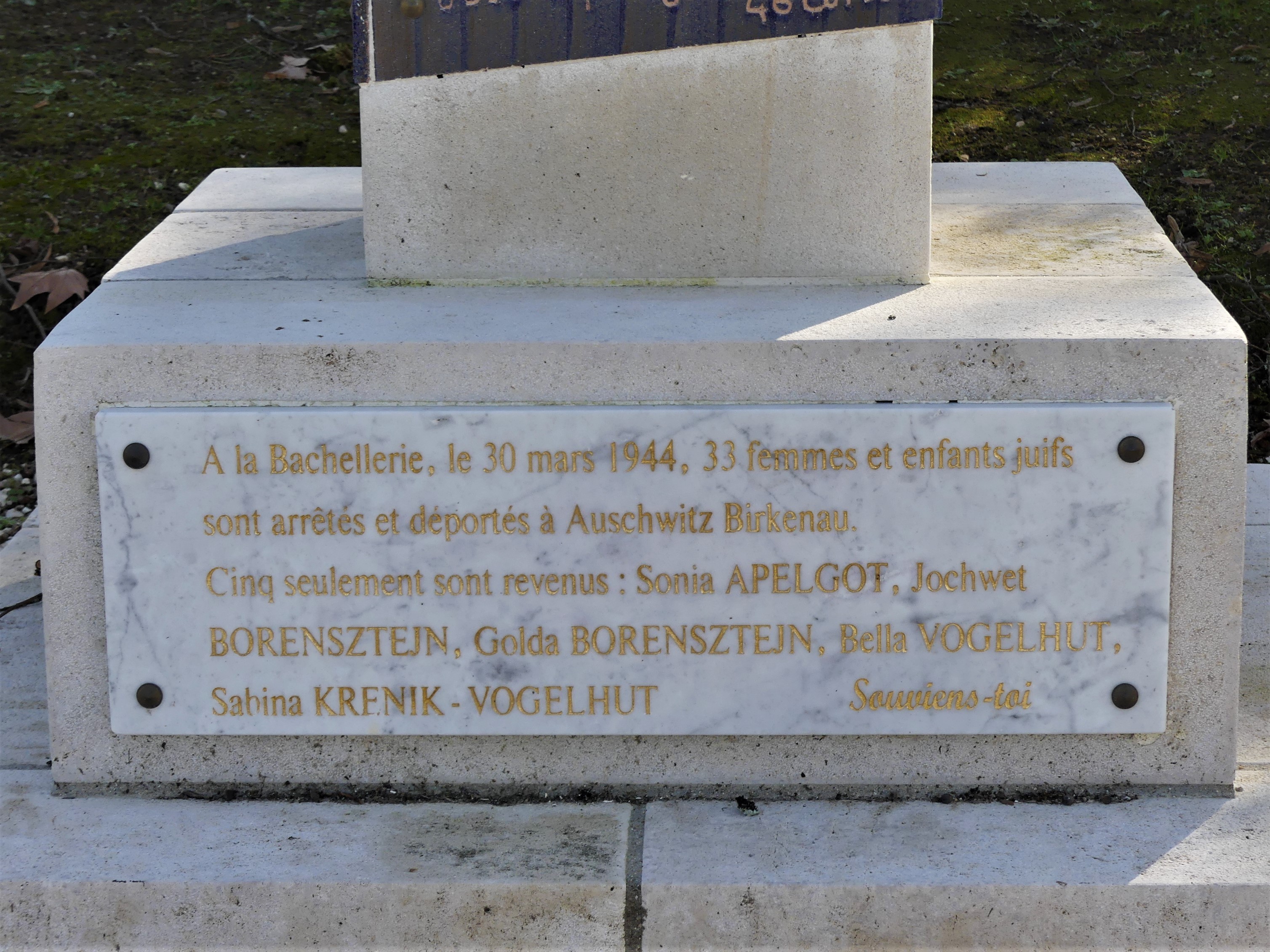
Piédestal de la stèle à la mémoire des déportés juifs de La Bachellerie.

Lors de la Seconde Guerre mondiale, le 30 mars 1944, le château de Rastignac est incendié par les troupes allemandes de la division Brehmer à la suite d’une opération de représailles contre la Résistance, et de nombreux objets d'art ainsi que 33 tableaux de collection de la galerie Bernheim-Jeune qui y étaient cachés depuis décembre 1942 ont disparu (parmi lesquels des Cézanne, des Manet, des Renoir, des Toulouse-Lautrec, un Matisse et un van Gogh).
Ce même jour, une autre colonne motorisée de la division Brehmer — composée de 300 à 400 hommes — investit le bourg de La Bachellerie et s'y installe pendant quatre jours. Onze personnes sont fusillées le 30 mars et plusieurs dizaines de personnes — dont Marcel Michel le sénateur-maire de La Bachellerie, ainsi que le propriétaire du château de Rastignac — sont transportées à Périgueux. Après quelques semaines de détention, certains sont libérés mais 33 femmes et enfants juifs sont déportés le 13 avril à Auschwitz-Birkenau, dont seulement cinq femmes reviendront,. Un autre habitant juif de la commune est fusillé le 1er avril à Saint-Rabier et deux autres le  2 avril au cimetière d'Azerat.

## Politique et administration

### Rattachements administratifs
La commune de La Bachellerie a, dès 1790, été rattachée au canton de la Bachellerie qui dépendait du district de Montignac jusqu'en 1795, date de suppression des districts. Lorsque ce canton est supprimé par la loi du 8 pluviôse an IX (28 janvier 1801)  portant sur la « réduction du nombre de justices de paix », la commune est rattachée au canton de Terrasson (devenu canton de Terrasson-la-Villedieu en 1963, puis renommé en canton de Terrasson-Lavilledieu en 1997) dépendant de l'arrondissement de Sarlat (devenu l'arrondissement de Sarlat-la-Canéda en 1965).
Lors de la réforme de 2014 entrée en vigueur à l'occasion des élections départementales de mars 2015, la commune est rattachée au canton du Haut-Périgord Noir nouvellement créé, dont le bureau centralisateur est celui de Thenon.
Pour les élections législatives, la commune fait partie de la quatrième circonscription de la Dordogne.

### Intercommunalité
Fin 2002, La Bachellerie intègre dès sa création la communauté de communes Causses et Vézère. Celle-ci est dissoute au 31 décembre 2013 et remplacée au 1er janvier 2014 par la communauté de communes du Terrassonnais en Périgord noir Thenon Hautefort, renommée communauté de communes Terrassonnais Haut Périgord Noir en octobre 2021.

### Administration municipale
La population de la commune étant comprise entre 500 et 1 499 habitants au recensement de 2017, quinze conseillers municipaux ont été élus en 2020,.

### Liste des maires

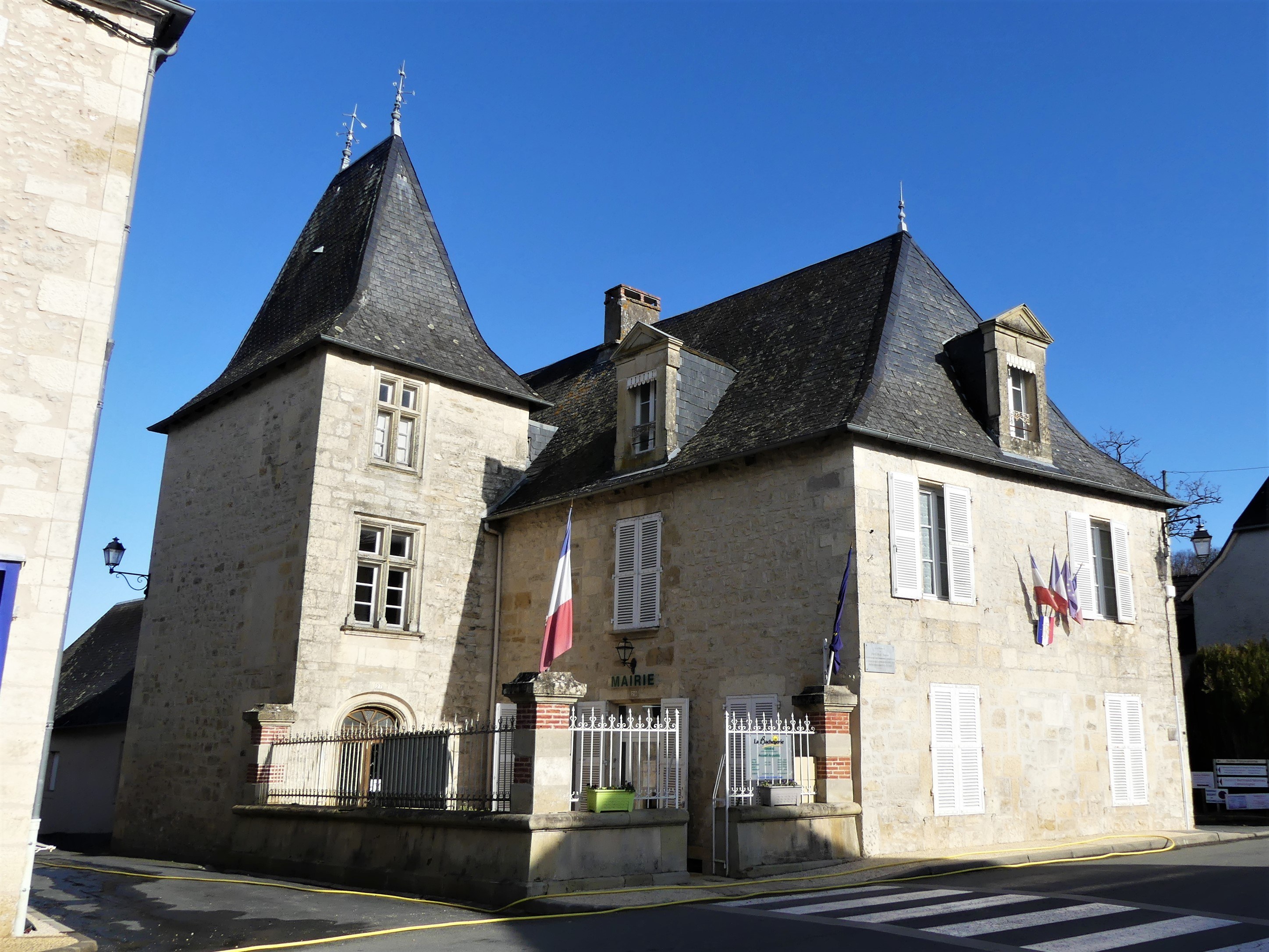
La mairie en 2023.

| Période                                  | Période       | Identité             | Étiquette | Qualité                               |
| ---------------------------------------- | ------------- | -------------------- | --------- | ------------------------------------- |
| Les données manquantes sont à compléter. |               |                      |           |                                       |
|                                          |               |                      |           |                                       |
| 1903 ou 1904                             |               | Arnaud Denoix        |           | Sénateur (1896-1917)                  |
|                                          |               |                      |           |                                       |
| 1925                                     | novembre 1941 | Marcel Michel        | PRS       | Instituteur Sénateur (1928-1945)      |
| novembre 1941                            | octobre 1944  | Délégation spéciale  |           | Délégation présidée par Paul Bienaise |
| octobre 1944                             | octobre 1947  | Marcel Michel        | PRS       | Instituteur Sénateur (1928-1945)      |
| octobre 1947                             | mai 1953      | Jean Reyjal          |           |                                       |
| mai 1953                                 | mars 1959     | Pierre Tocah         |           |                                       |
| mars 1959                                | mars 1971     | Jean Deltreuil       |           |                                       |
| mars 1971                                | mai 1983      | Léon Michel          | PS        | Professeur                            |
| mai 1983                                 | mars 1989     | Jean-Raymond Lescure | DVD       | Exploitant agricole                   |
| mars 1989                                | juin 1995     | Françoise Meekel     | PS        | Exploitante agricole                  |
| juin 1995 (réélu en mai 2020)            | En cours      | Roland Moulinier     | SE        | Médecin                               |

## Équipements et services publics

### Enseignement
En 2023, la commune possède une école primaire publique : le groupe scolaire Victor-Grand

### Santé
Une maison médicale est implantée à La Bachellerie depuis 2023. Début 2025, elle accueille des médecins généralistes, un cardiologue, une diabétologue, un médecin du travail et un ostéopathe. Son extension prévue en 2025 devrait permettre d'accueillir deux dentistes.

### Justice
Dans le domaine judiciaire, La Bachellerie relève : 
- du tribunal judiciaire, du tribunal pour enfants, du conseil de prud'hommes et du tribunal de commerce de Périgueux ;
- du pôle Nationalité du tribunal judiciaire de Périgueux (compétent uniquement dans le domaine de la nationalité) ;
- de la cour d'appel, de la cour administrative d'appel et du tribunal administratif de Bordeaux.

### Sécurité
Pour la sécurité, la commune dépend de la brigade de gendarmerie de Thenon.

## Population et société

### Démographie
Les habitants de La Bachellerie se nomment les Bacheliers.
L'évolution du nombre d'habitants est connue à travers les recensements de la population effectués dans la commune depuis 1793. Pour les communes de moins de 10 000 habitants, une enquête de recensement portant sur toute la population est réalisée tous les cinq ans, les populations de référence des années intermédiaires étant quant à elles estimées par interpolation ou extrapolation. Pour la commune, le premier recensement exhaustif entrant dans le cadre du nouveau dispositif a été réalisé en 2006.

En 2022, la commune comptait 895 habitants, en évolution de −0,67 % par rapport à 2016 (Dordogne : +0,37 %, France hors Mayotte : +2,11 %).
| 1793  | 1800  | 1806  | 1821  | 1831  | 1836  | 1841  | 1846  | 1851  |
| ----- | ----- | ----- | ----- | ----- | ----- | ----- | ----- | ----- |
| 1 177 | 1 000 | 1 214 | 1 400 | 1 446 | 1 505 | 1 503 | 1 585 | 1 554 |

| 1856  | 1861  | 1866  | 1872  | 1876  | 1881  | 1886  | 1891  | 1896  |
| ----- | ----- | ----- | ----- | ----- | ----- | ----- | ----- | ----- |
| 1 648 | 1 658 | 1 656 | 1 586 | 1 608 | 1 637 | 1 535 | 1 488 | 1 294 |

| 1901  | 1906  | 1911  | 1921 | 1926 | 1931 | 1936 | 1946 | 1954 |
| ----- | ----- | ----- | ---- | ---- | ---- | ---- | ---- | ---- |
| 1 202 | 1 234 | 1 143 | 919  | 909  | 769  | 756  | 710  | 771  |

| 1962 | 1968 | 1975 | 1982 | 1990 | 1999 | 2006 | 2011 | 2016 |
| ---- | ---- | ---- | ---- | ---- | ---- | ---- | ---- | ---- |
| 770  | 733  | 668  | 711  | 722  | 664  | 819  | 916  | 901  |

| 2021 | 2022 | - | - | - | - | - | - | - |
| ---- | ---- | - | - | - | - | - | - | - |
| 895  | 895  | - | - | - | - | - | - | - |

### Manifestations culturelles et festivités
- Fête votive sur un week-end début août[75].

### Associations
Il existe plusieurs associations à La Bachellerie.
- L'association nationale de défense et de protection des loups, « Le Klan du Loup », a son secrétariat à La Bachellerie[76].
- Amicale laïque avec sections chorale et randonnée
- Comité d'animation avec section théâtre et section gymnastique pour les anciens
- Club de foot, avec section gymnastique
- Amicale de pêche
- Amicale de chasse
- Club du troisième âge ; belote ; autres jeux, sorties, voyages
- Club de connaissance des serpents
- Amicale des anciens combattants
- Confrérie du Miel et des Abeilles en Périgord
- Marche avec  Camille
- Tarot

## Économie

### Emploi
En 2021, parmi la population communale comprise entre 15 et 64 ans, les actifs représentent 387 personnes, soit 43,2 % de la population municipale. Le nombre de chômeurs (38) a très fortement diminué par rapport à 2015 (70) et le taux de chômage de cette population active s'établit à 9,7 %.

### Activités hors agriculture
68 établissements marchands non agricoles sont économiquement actifs en 2021 à la Bachellerie,.
| Secteur d'activité                                                                                        | Commune | Commune | Département |
| Secteur d'activité                                                                                        | Nombre  | %       | %           |
| --- | ------- | ------- | ----------- |
| Ensemble                                                                                                  | 68      |         |             |
| Industrie manufacturière, industries extractives et autres                                                | 5       | 7,4 %   | (8,4 %)     |
| Construction                                                                                              | 7       | 10,3 %  | (13,4 %)    |
| Commerce de gros et de détail, transports, hébergement et restauration                                    | 19      | 27,9 %  | (28,2 %)    |
| Information et communication                                                                              | 2       | 2,9 %   | (1,8 %)     |
| Activités financières et d'assurance                                                                      | 0       | 0,0 %   | (3,6 %)     |
| Activités immobilières                                                                                    | 1       | 1,5 %   | (6,7 %)     |
| Activités spécialisées, scientifiques et techniques et activités de services administratifs et de soutien | 10      | 14,7 %  | (15 %)      |
| Administration publique, enseignement, santé humaine et action sociale                                    | 11      | 16,2 %  | (12,8 %)    |
| Autres activités de services                                                                              | 13      | 19,1 %  | (10,1 %)    |

Le secteur du commerce de gros et de détail, des transports, de l'hébergement et de la restauration est prépondérant sur la commune puisqu'il représente 27,9 % du nombre total d'établissements de la commune (19 sur les 68 entreprises implantées  à la La Bachellerie), contre 28,2 % au niveau départemental.

### Agriculture
La commune est dans le « Périgord Noir », une petite région agricole dans le département de la Dordogne. En 2020, l'orientation technico-économique de l'agriculture  sur la commune est la polyculture et/ou le polyélevage. 
|               | 1988 | 2000 | 2010 | 2020 |
| ------------- | ---- | ---- | ---- | ---- |
| Exploitations | 28   | 17   | 14   | 13   |
| SAU (ha)      | 671  | 335  | 310  | 272  |

Le nombre d'exploitations agricoles en activité et ayant leur siège dans la commune est passé de 28 lors du recensement agricole de 1988  à 17 en 2000 puis à 14 en 2010 et enfin à 13 en 2020, soit une baisse de 54 % en 32 ans. Le même mouvement est observé à l'échelle du département qui a perdu pendant cette période 60 % de ses exploitations (passant de 15 825 à 6 328),. La surface agricole utilisée sur la commune a également diminué, passant de 671 ha en 1988 à 272 ha en 2020. Parallèlement la surface agricole utilisée moyenne par exploitation a baissé, passant de 24 à 21 ha.

## Culture locale et patrimoine

### Lieux et monuments
- Église Saint-Pierre-ès-Liens du XVIIIe siècle[84].
- La chartreuse des Fraux, du XVIIIe siècle, est inscrite au titre des monuments historiques en 2010[85]. Les deux pavillons prolongent le corps central sur le même alignement, marqués seulement par une surélévation et côté cour, deux ailes sont calées sur les pavillons, formant un plan en U marqué aux deux angles par des poivrières[86].
- Le château de Rastignac, du début du XIXe siècle, aurait servi de modèle pour la façade Sud de la Maison-Blanche. Incendié par les Allemands lors de la Seconde Guerre mondiale, il est reconstruit après guerre[87]. Il est classé partiellement au titre des monuments historiques en 1946 pour ses façades et toitures ainsi que pour les communs et son parc, puis en 1951 pour le vestibule d'entrée et l'escalier de pierre[87].
- Château de Valette, ancien repaire noble attesté en 1520, dont il subsiste « un avant-corps de logis du XVIe siècle avec une porte sculptée et un escalier aux armes des Valette »[88].
- Moulin du Jarry, ancien moulin qui a été rénové.
- Disparue, la tour du Pouget, mentionnée en 1321 (Locus de Pogeto prope Montinhacum) et en 1538 (« Le Poget ») est une ancienne tour de guet de la châtellenie de Montignac[89].

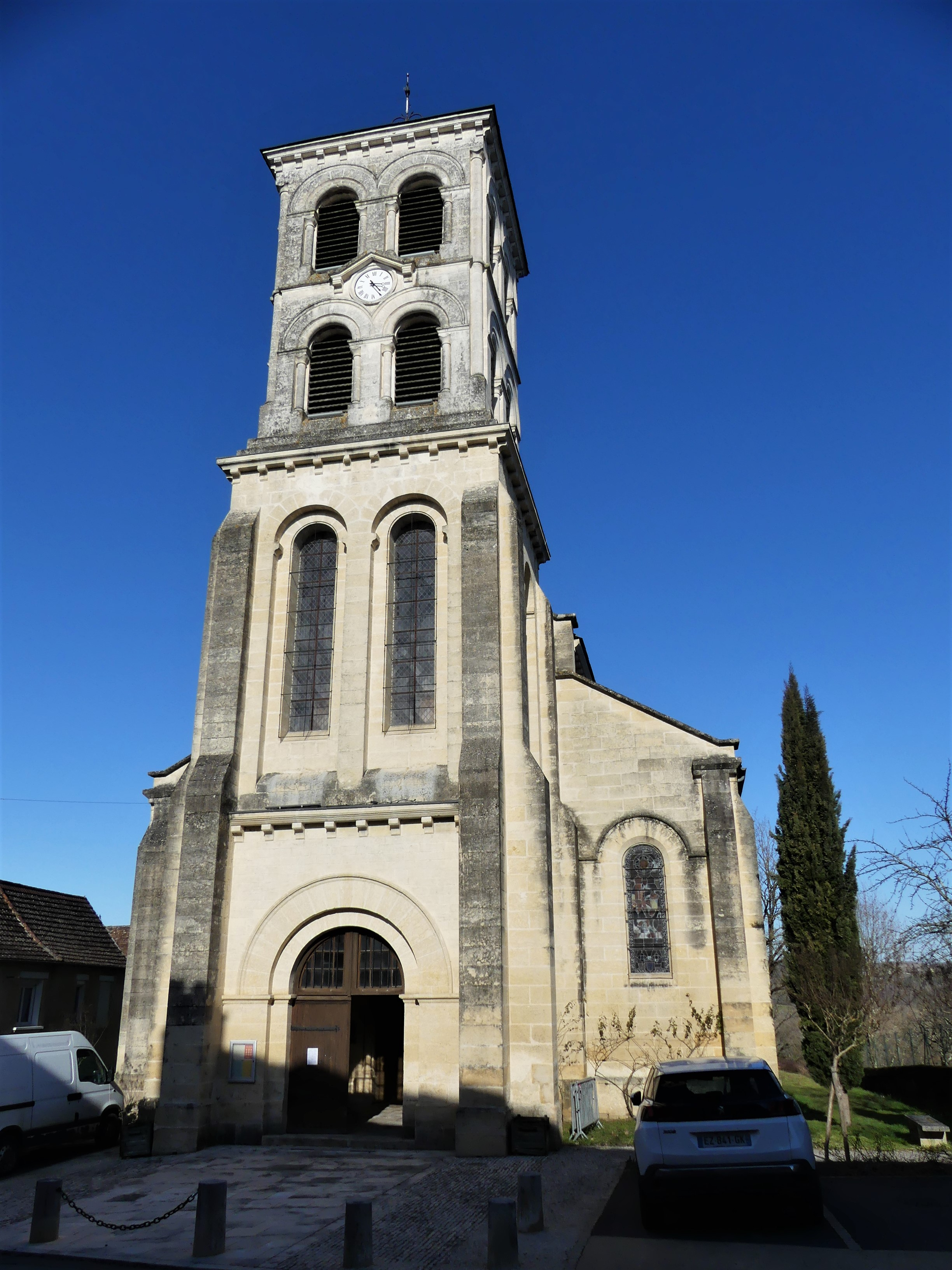
L'église Saint-Pierre-ès-Liens.
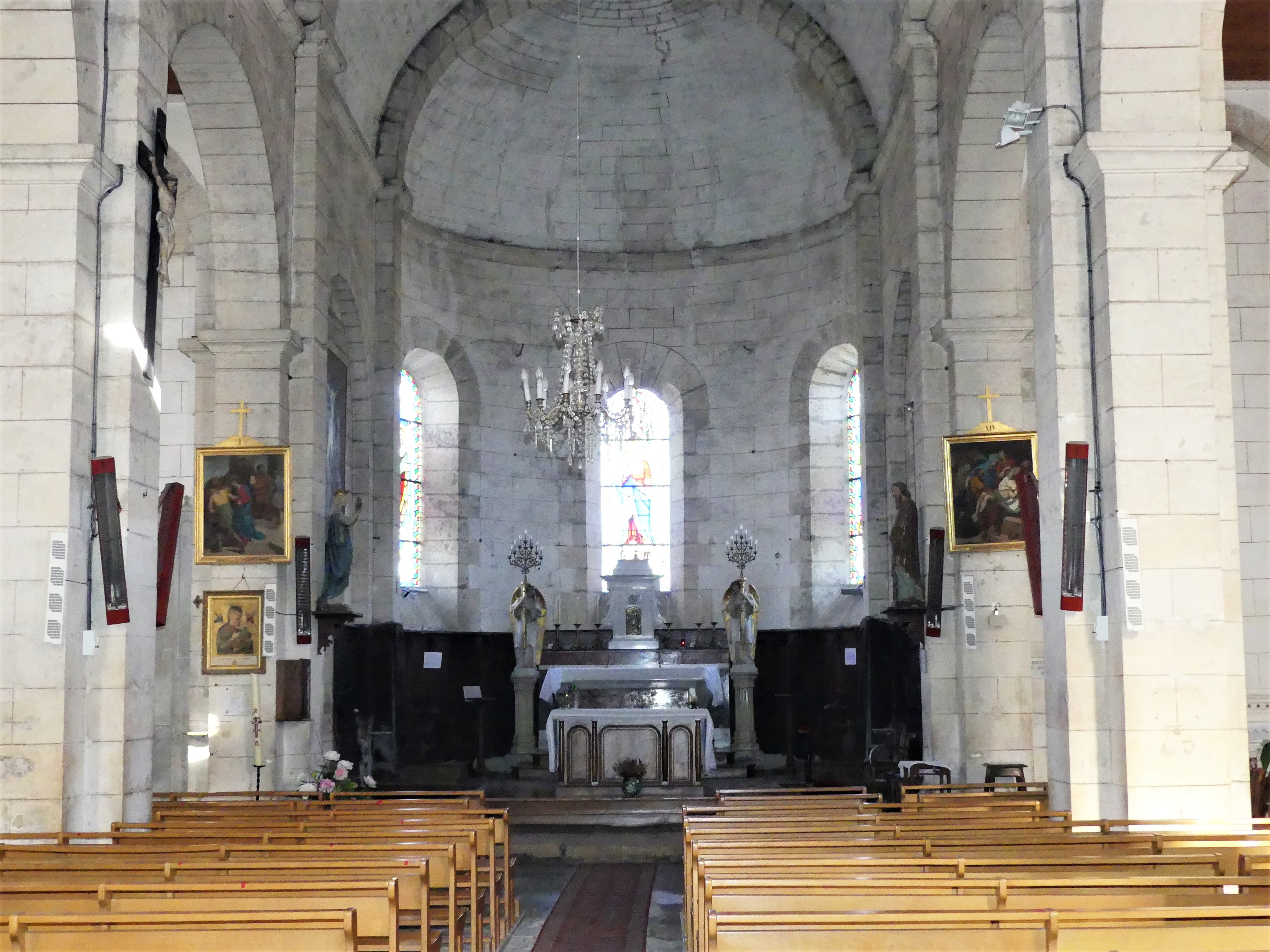
Sa nef.
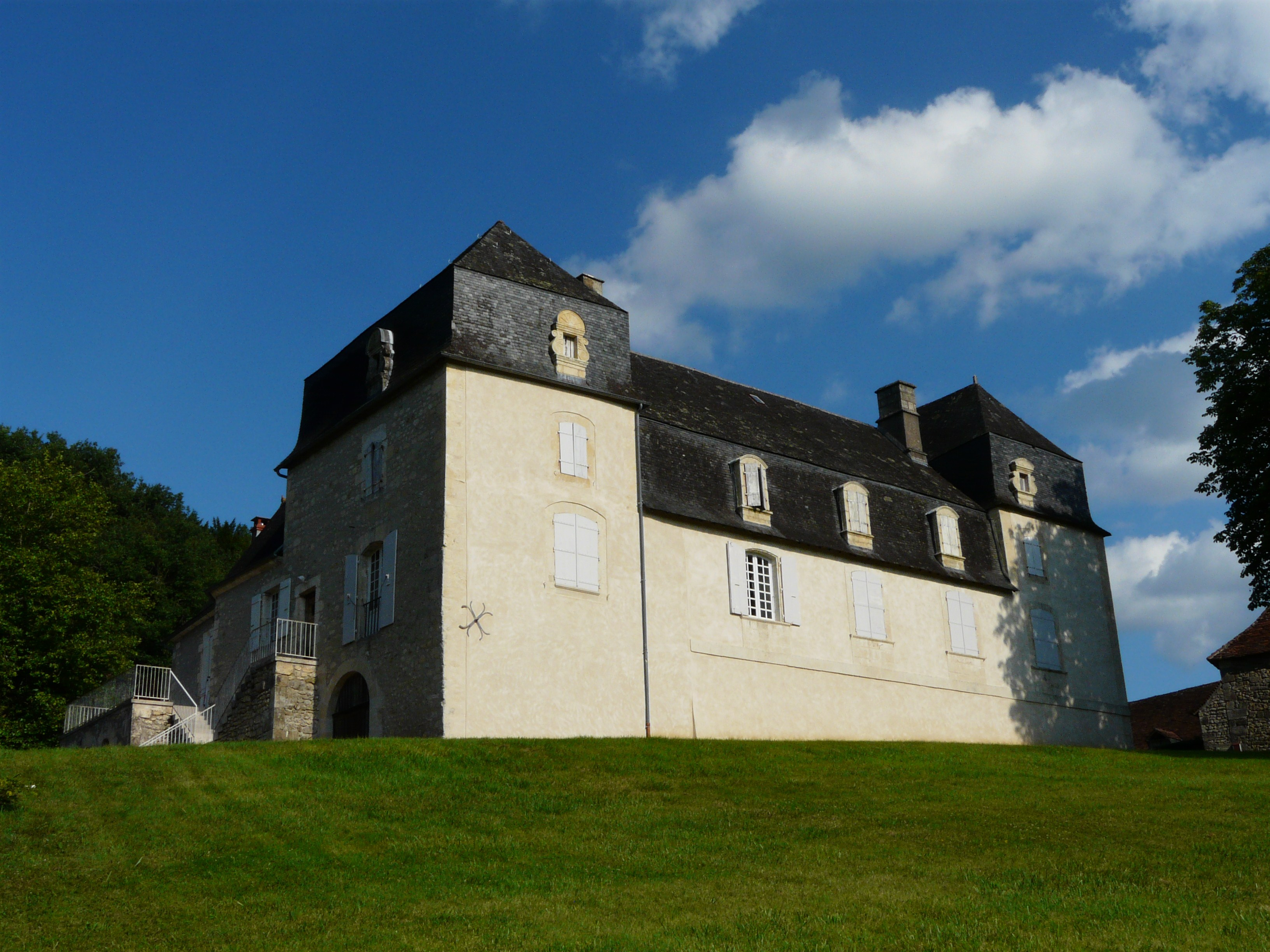
La chartreuse des Fraux.
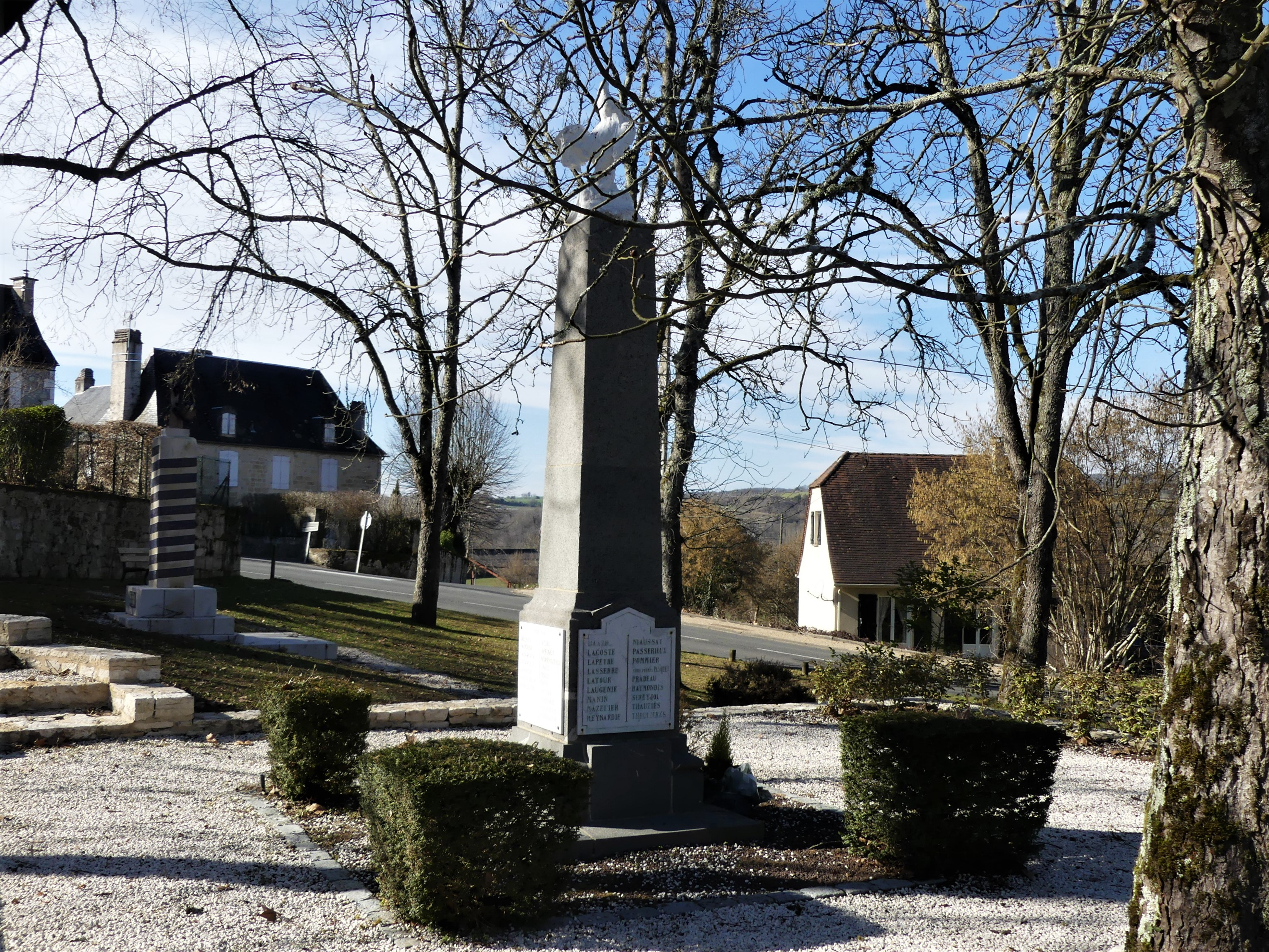
Le monument aux morts et, au second plan, la stèle des déportés.
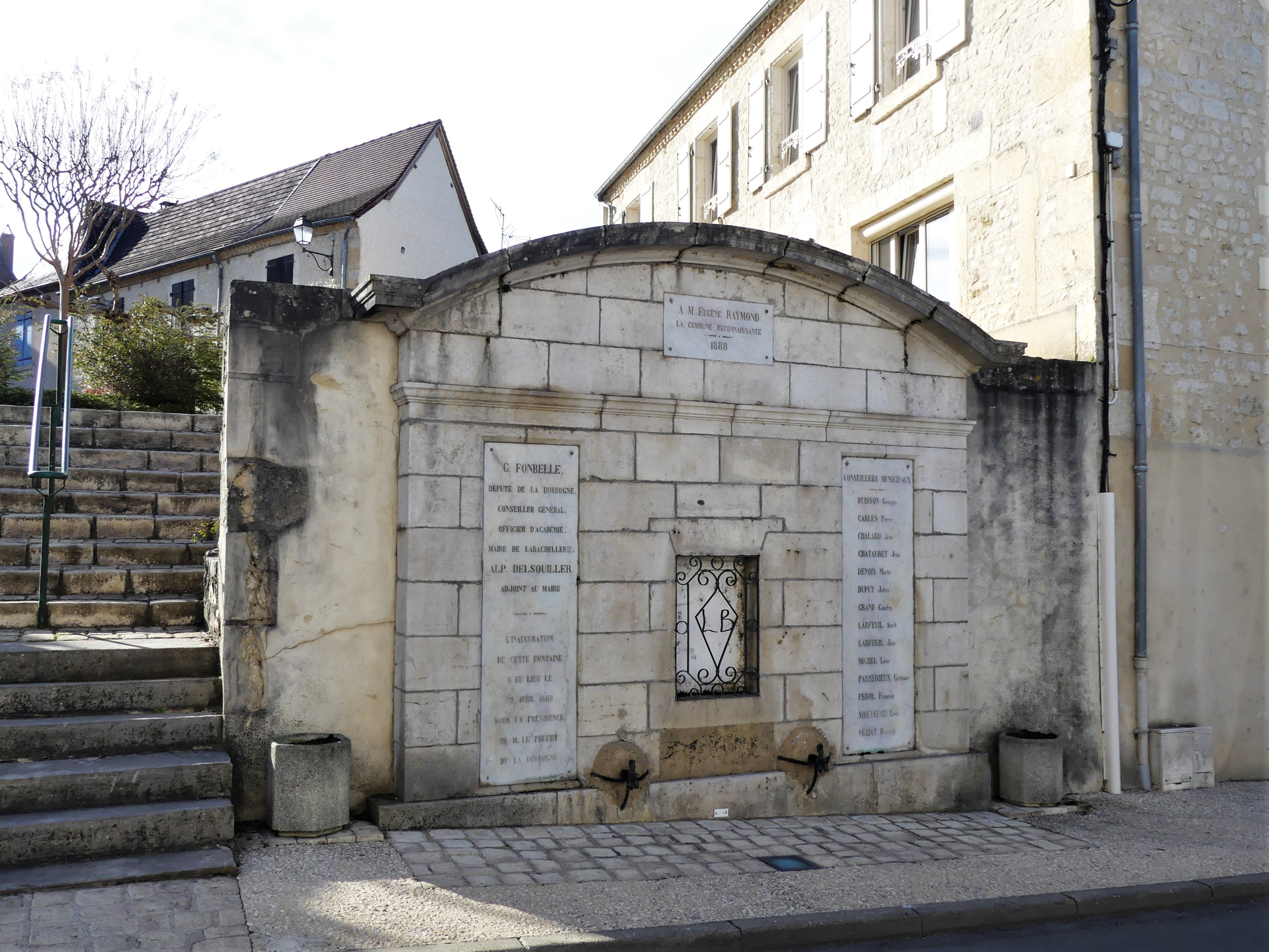
La fontaine du bourg.
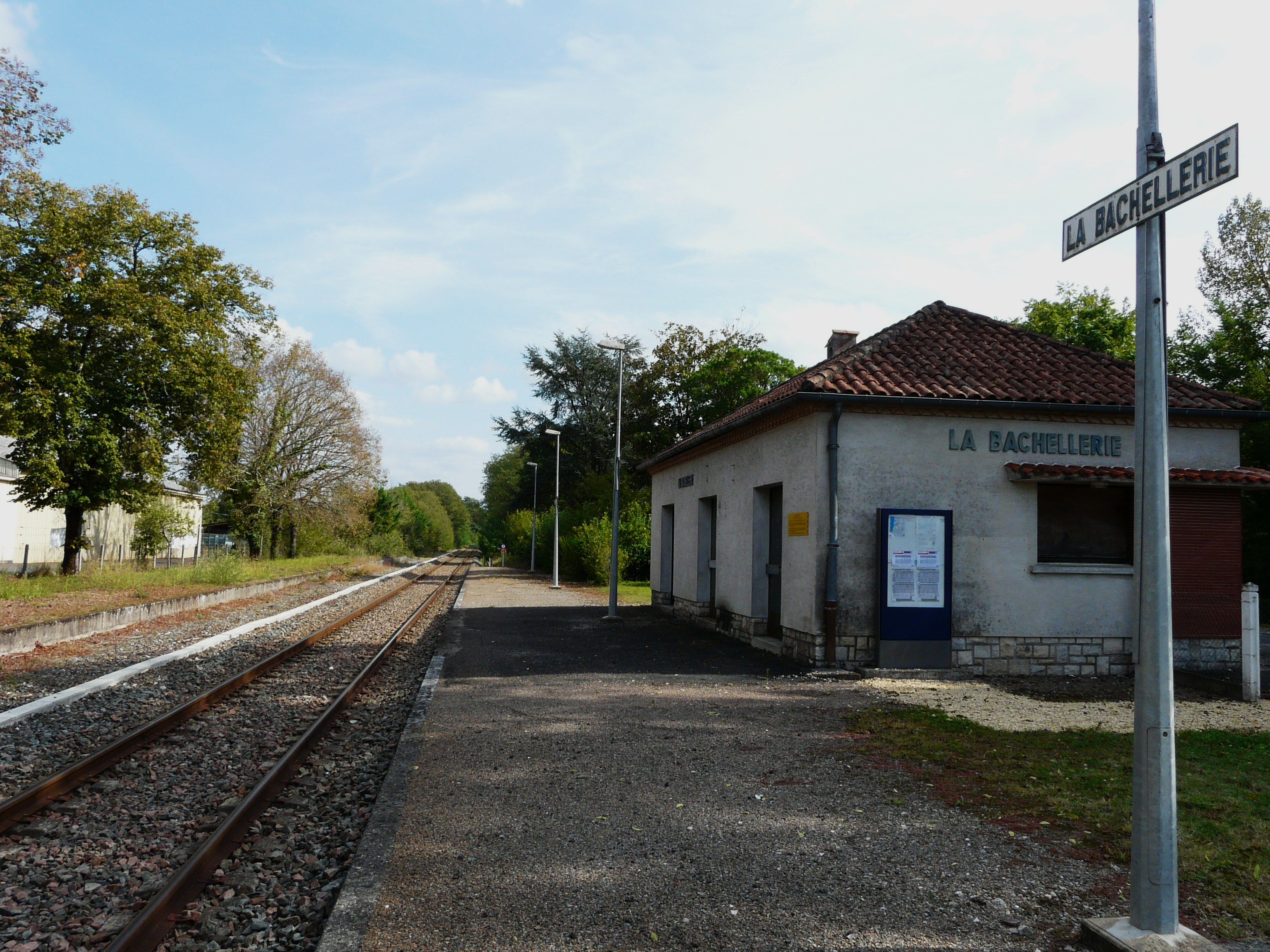
La gare de La Bachellerie (vue prise en direction de Brive).

### Personnalités liées à la commune
- Pierre Chapt de Rastignac (1769-1833), décédé à La Bachellerie, est un militaire et homme politique des XVIIIe et XIXe siècles.
- Arnaud Denoix (1848-1917) est un homme politique né La Bachellerie.
- Georges Fonbelle-Labrousse (1846-1927), homme politique né à La Bachellerie, maire de la commune de 1880 à 1889.
- Victor Grand  (1862-1896), directeur d'école à La Bachellerie, auteur de Les Annales du Terrassonnais ; le groupe scolaire porte son nom.
- Pierre Charles Cournarie, (1895-1968) ancien administrateur colonial, en Afrique-Occidentale française (AOF), également compagnon de la Libération, mort à La Bachellerie.
- Guy Lagorce, (1937-2023), né à La Bachellerie, athlète international du sprint, journaliste sportif et auteur de plusieurs romans.
- Hervé Lauwick (1891-1975), écrivain humoriste, ami de Sacha Guitry, a vécu au château de Rastignac.
- Cléo de Mérode (1875-1966), danseuse, a vécu quelques années au château de Rastignac.

### Héraldique
| Blason de La Bachellerie | Blason  | D'azur à un lion d'argent, armé, lampassé et couronné d'or posé sur une rivière du même et accompagné de neuf quartefeuilles d'or ordonnées en orle.                                   |
| Blason de La Bachellerie | Détails | Le lion et le champ d'azur sont repris des armes de la famille Chapt de Rastignac, la rivière symbolise le Cern et les quartefeuilles évoquent les hameaux du village. Adopté en 2015. |

## Pour approfondir